# 野田真外
野田 真外（のだ まこと、本名:野田 真人（読み同じ）、1967年 - ）は、日本の映像演出家。有限会社グラナーテ代表。福岡県北九州市出身。

## 略歴・人物
早稲田大学卒業後、CM制作プロダクション等を経てフリーの演出家となる。2003年に制作会社グラナーテを設立。社名は押井守が命名。
押井守作品の評論活動で知られ、1997年には研究本『前略、押井守様。』を上梓、2003年には押井守監修作品『東京静脈』を発表する。
2003～04年日本デザイナー学院で非常勤講師（映像メディア論担当）、トークイベント「Howling in the Night」を2002年から主催。
2008年と2009年には、自ら企画した番組『行くぞ!30日間世界一周』（旅チャンネル）で、水谷さるころと山本朋寛と共にワンワールドの世界一周航空券を利用して世界一周旅行をした。
水谷さるころと事実婚関係にあり、2014年8月に水谷との間に男児が誕生した。

## 主な作品

### 映像作品
- 東京静脈 （2003年 森ビル、グラナーテ）
- DVD スマッシュ 斉藤未知 （2003年 レイン）
- 東京静脈R （2006年 森ビル、グラナーテ）

### 書籍
- 前略、押井守様。（1997年 フットワーク出版）
- その下ごしらえ、ホントに必要？　段取り少なく美味しくできる、家庭料理の新常識レシピ（2022年 幻冬舎）松本仲子と共著

## 担当番組
- 鉄道伝説（BSフジ）構成